# 圣托马斯 (上奥地利州)
圣托马斯是奥地利上奥地利州格里斯基尔兴县的一个市镇。总面积6.1平方公里，总人口466人，人口密度76.4人/平方公里（2005年）。